# Молизе (муниципалитет)
Молизе (итал. Molise) —  коммуна в Италии, располагается в регионе Молизе, в провинции Кампобассо.
Население составляет 186 человек (2008 г.), плотность населения составляет 37 чел./км². Занимает площадь 5 км². Почтовый индекс — 86020. Телефонный код — 0874.
Покровителем коммуны почитается святой Гонорат, празднование 5 июля.

## Демография
Динамика населения:

## Администрация коммуны
- Официальный сайт: